# Цигун
Цигу́н (кит. трад. 氣功, упр. 气功, пиньинь qìgōng) — современный термин, которым обозначаются различные комплексы традиционных китайских психофизических (дыхательных, двигательных и медитативных) упражнений, возникшие на основе даосской алхимии и отчасти буддийских психопрактик, выполняемые преимущественно с оздоровительными и терапевтическими целями, а также как составная часть китайских боевых искусств. 
Часто практика цигуна не носит религиозного характера, но теоретические основы цигуна базируются на традиционной для философии Китая идее энергии «Ци», которая не находит своего научного подтверждения.

## Этимология
Цигун или Ци Гун — русская форма термина, образованного слиянием двух китайских иероглифов: Ци (氣) и Гун (功). Словарное определение слова «Ци» обычно даёт смысл «дыхание», «воздух», «газ» и «пар», но оно также может быть использовано в контексте при описании отношений между материей, энергией и духом. Буквальный перевод «цигун» — «работа с Ци». «Ци» — основное значение в данном контексте, это «энергия».
Ци Гун — работа с энергией, текущей в организме, теле человека.
Словарь русского языка Российской академии наук под редакцией В. В. Лопатина определяет слово «Цигун» как склоняемое.

## История развития
Известный отечественный китаевед Е. А. Торчинов связывает происхождение цигуна с эволюцией традиционной китайской религии даосизма. В I тыс. н. э. внешние алхимические практики даосизма подверглись деградации и упадку, что послужило толчком к развитию внутренней алхимии, так называемой «даосской йоги», а уже только в XX столетии на её основе развивается направление цигун. 
Однако только в первой половине XX в. этот термин не только становится общеупотребительным, но и превращается в слово обыденного языка. Естественно, что это произошло с ростом популярности явления, обозначаемого словом цигун. Для простоты и краткости остановимся на таком определении цигун как явления культуры Китая XX в.: это комплексы традиционных упражнений, заимствованных из арсенала внутренней алхимии (и в отдельных случаях — из буддийской психопрактики) и выполняемых преимущественно с оздоровительными и терапевтическими целями.
На вопрос, можно ли рассматривать цигун как возрождение даосизма, Е. А. Торчинов отвечает:
И да и нет. Да, поскольку методы цигун – методы, безусловно, даосские. Нет, потому что практика цигун не сопровождается восприятием даосского мировоззрения в его целостности.
В 1940-х и 1950-х годах китайское правительство пыталось интегрировать эти разрозненные подходы в единую систему с целью создания прочной научной базы для такой практики в рамках политической философии и культурной революции. Эта попытка, по мнению некоторых китаистов, оценивается как начало современной интерпретации цигуна. Через миграции, туризм и глобализацию практика и перспективы цигуна стали постепенно распространяться из китайской общины на весь мир.
В настоящее время цигун как духовная и телесно-ориентированная практика переживает относительный подъём своей популярности на Западе, а также в России. Есть мнение, что на фоне распространения и популяризации культуры Китая у жителей крупных городов практика цигун занимает место популярной ранее йоги. Кроме распространения цигун в качестве практики, также происходит популяризация утверждений цигун в культурной среде, непосредственно с практикой не знакомой. Одним из примеров такой ассимиляции, по мнению китаеведа А. С. Левицкого, может служить древнекитайская поговорка «Сила в постоянстве». Подобная популяризация утверждений восточной культуры может быть связана с популяризацией культуры Китая в России в целом.
Практика цигун является одним из видов вспомогательных наработок, используемых при тренировке китайских боевых искусств.
В России с 2014 года действует Всероссийская Федерация Цигун, изучающая и преподающая техники оздоровительного цигуна.

## Практики
Есть множество форм цигуна, происходящих из различных отношений в китайском обществе. В традиционной китайской общине медицинский цигун используется для профилактических и лечебных целей. В сообществах китайских боевых искусств цигун считается важным компонентом подготовки, повышающим боевые возможности. Религиозные общины, в том числе даосская и буддийская традиции, используют цигун в качестве части медитативной практики. Сторонники конфуцианства используют практики цигун для улучшения моральных качеств.
Практики цигуна включают четыре вида обучения: динамическое, статическое, медитативное и виды деятельности, требующие внешних средств. Динамическая подготовка включает в себя специальные движения и распространяется на упражнения, такие как тайцзицюань. Статическое обучение требует от практикующего спокойствия тела и слежения за его положением.
Медитативная подготовка включает в себя визуализацию или сосредоточение внимания на конкретных идеях, звуках, образах, понятиях или моделях дыхания.
Существуют также методы обучения, которые включают внешние средства, такие как приём трав, массаж, физические манипуляции или взаимодействия с другими живыми организмами. Система цигун может состоять из одного или нескольких видов профессиональной подготовки.

### Критика
Цигун считается частью альтернативной медицины, предположения о его положительном воздействии при лечении различных заболеваний базируются в основном на низкокачественных исследованиях. По результатам этих исследований в настоящее время невозможно сделать вывод об эффективности цигуна.
Некоторые исследователи скептически относятся к некоторым характеристикам цигуна и называют его предметом лженауки[страница не указана 1048 дней]. Кроме того, происхождение и природа практики цигун привела к заблуждениям и злоупотреблениям[страница не указана 1048 дней]. Злоупотребления практикой цигуна привели к образованию культов[страница не указана 1048 дней] и появлению психических расстройств[страница не указана 1048 дней].

## Школы и стили ушу, использующие Цигун
Несмотря на то, что сейчас Цигун является самостоятельным направлением оздоровительных занятий, многие мастера внутренних стилей ушу, китайских боевых искусств, создавали и внедряли собственные упражнения и принципы подготовительных упражений. Ниже приведен список известных стилей ушу, как правило, по названиям школ, в которых активно применяются упражнения Цигун.
- Тайцзицюань
- Ицюань (Синъицюань)
- Илицюань
- Хонгза-Вьетнам